# Terrore nello spazio (film 1965)
Terrore nello spazio è un film del 1965 diretto da Mario Bava.
Film di fantascienza tratto dal racconto del 1960 Una notte di 21 ore di Renato Pestriniero. Fu riedito nel 1979 col titolo Alien è terrore nello spazio.
È citato tra i migliori film di fantascienza italiani del periodo e come fonte di ispirazione per la realizzazione di Alien (1979) di Ridley Scott.

## Trama
Due grandi navi interplanetarie, in viaggio d'esplorazione in alcune zone ignote dello spazio, ricevono un SOS da Aura, un pianeta sconosciuto e disabitato. Le due navi, il Galliot e l'Argos, decidono di atterrare su quel mondo che appare desolato e morto.
Durante la discesa sulla superficie i membri dell'equipaggio dell'Argos vengono improvvisamente posseduti da una forza sconosciuta che spinge ogni uomo e donna sull'astronave ad uccidersi a vicenda. Solo il capitano Markary ha la volontà di resistere, riuscendo poi a destare dal violento stato ipnotico gli altri membri dell'equipaggio.
Dopo l'atterraggio dell'Argos, non ricevendo più notizie dalla Galliot, l'equipaggio sbarca sulla superficie del pianeta alla ricerca della nave gemella. L'atmosfera che li circonda è fredda, inquietante, asettica. Quando finalmente arrivano in vista dell'astronave gemella, scoprono con orrore che tutti i membri dell'equipaggio sono morti, all'apparenza assassinatisi tra loro. Tra di essi vi è anche Toby Markary, il fratello minore del capitano.
Alcuni dei corpi dei compagni vengono ricomposti e seppelliti, mentre alcuni di essi rimangono chiusi all'interno della Galliot. Nel poco tempo necessario ad andare a prendere gli strumenti per entrare nella nave, i cadaveri scompaiono misteriosamente.
Anche alcuni membri dell'equipaggio dell'Argos scompaiono per poi venire ritrovati morti. Quando ancora i cadaveri giacciono nelle sale dell'astronave, Tiona, una delle donne dell'equipaggio, li vedrà nuovamente in piedi, camminare nei corridoi. Gli uomini sono in preda al panico e Markary ordina di fare il possibile per fuggire da Aura ma, purtroppo, i danni subiti durante l'atterraggio della nave sono tali da impedire un decollo immediato. Intanto le morti proseguono.
Durante l'esplorazione del pianeta, Wes scopre le rovine di una nave spaziale a pochi chilometri dalla Argos. Markary, Sanya e Carter decidono di indagare. All'interno della nave aliena scoprono gli scheletri di un equipaggio umanoide dalle dimensioni gigantesche, morto da tempo. Anche altre navi sono quindi state ingannate dal segnale di soccorso e hanno evidentemente trovato la morte su Aura. Durante il sopralluogo all'interno della nave aliena il capitano Markary e Sanya restano per un attimo intrappolati, riuscendo poi a fuggire. Tornati all'esterno si accorgono che Carter è scomparso inspiegabilmente.
I membri dell'equipaggio del Galliot si ridestano ed escono dalle proprie tombe. Due di loro, Kier e Sallis, si intrufolano all'interno dell'Argos per rubare il dispositivo che permette all'astronave di evitare collisioni con le meteore nello spazio, senza il quale le due navi non possono affrontare lunghi viaggi spaziali. Kier riesce a fuggire, mentre Sallis viene fermato da Markary che, aprendogli l'uniforme, si accorge che il corpo è in decomposizione. Da Sallis si apprende così che i corpi vengono manipolati dagli Auran, gli originali abitanti del pianeta, i quali hanno bisogno dei corpi umani per abitarli. Sallis racconta di come non sia necessario uccidere il corpo ospite, serve solo che la sua volontà sia indebolita e propone anche che le due specie vivano in simbiosi, accogliendo gli Auran sul pianeta di origine delle due navi. Markary però rifiuta sdegnato una simile offerta.
Con l'intero equipaggio del Galliot sotto il loro controllo, questi esseri parassiti intendono abbandonare il proprio mondo ormai morente. Markary è deciso a fermarli e poi ad abbandonare il pianeta. Con i sopravvissuti prende quindi d'assalto la nave, si riappropria del prezioso dispositivo antimeteore e posiziona cariche esplosive per fare esplodere la Galliot. Le perdite sono gravissime e solo gli ultimi sopravvissuti, Wes, Sanya ed il capitano Markary, riescono a decollare lasciandosi alle spalle il pianeta.
Quando sono ormai nello spazio, Wes scopre che i suoi ultimi due compagni sono stati a loro volta infettati. In un ultimo, disperato, tentativo di fermarli decide di sabotare la stessa Argos, rimanendo fulminato per l'esplosione del congegno antimeteore. Il capitano Markary e Sanya, gli ultimi due membri dell'equipaggio, o per meglio dire i due Auran che ormai ne hanno preso il controllo, impossibilitati a compiere un lungo viaggio spaziale, decidono di scendere sul pianeta più vicino, benché piccolo ed arretrato: la Terra.

## Distribuzione
Nella versione del film distribuita negli Stati Uniti dalla AIP, la sceneggiatura fu riadattata da Louis M. Heyward e Ib Melchior.

## Accoglienza

### Incassi
Terrore nello spazio incassò circa 251 000 dollari statunitensi.

### Critica
Il film è stato citato come uno dei migliori film di fantascienza italiani del periodo e come fonte di ispirazione per la realizzazione di Alien (1979) di Ridley Scott.
Caso più unico che raro per la fantascienza all'italiana, su Terrore nello spazio è stato scritto molto e in termini elogiativi, spesso con l'occhio rivolto al posteriore Alien che ne riprende, con tutta evidenza, alcune situazioni chiave e l'opprimente atmosfera»
(Fantafilm)
Tale ispirazione diventa ancor più evidente nel successivo film Prometheus, antefatto di Alien.